# 2008年FIBAアジアスタンコビッチカップ
2008 FIBA アジアスタンコビッチカップ （2nd FIBA Asia Stankovic Cup）は2008年10月にクウェート国のクウェートシティで開催された第2回FIBAアジアスタンコビッチカップ。
優勝したヨルダンは2009年バスケットボール男子アジア選手権（兼2010年世界選手権予選）出場権を獲得。2位から5位までのチームが属するサブゾーンのアジア選手権の出場枠が追加された。

## 出場国
開催国のクウェート、2007年アジア選手権優勝のイランは自動的に出場権を獲得していた。出場枠は各サブゾーンに1枠ずつ。さらに2007年アジア選手権上位チームが属するサブゾーンに出場枠が振り分けられていたが、国内リーグと日程が重なるなどの理由で出場辞退が相次ぎ、前回大会に出場していた日本代表も活動を停止していたため出場せず、最終的な今大会出場国は僅か5カ国だった。
| 地区               | 日程                 | 開催地 | 枠 | 出場国                |
| ------------------ | -------------------- | ------ | -- | --------------------- |
| 開催国             | -                    | -      | 1  | クウェート            |
| 2007年アジア選手権 | 2007年7月27日-8月5日 | 徳島   | 1  | イラン                |
| 東アジア           | -                    | -      | 2  | -                     |
| 東南アジア         | -                    | -      | 1  | -                     |
| 中央アジア         |                      |        | 2  | カザフスタン · インド |
| 西アジア           |                      |        | 2  | ヨルダン · レバノン   |
| 湾岸               |                      |        | 1  | カタール              |
| 計                 |                      |        | 10 |                       |

## 結果
| チーム       | 試合 | 勝 | 負 | 得点 | 失点 | 差  | 勝点 |
| ------------ | ---- | -- | -- | ---- | ---- | --- | ---- |
| ヨルダン     | 4    | 4  | 0  | 326  | 265  | +61 | 8    |
| カザフスタン | 4    | 3  | 1  | 291  | 298  | −7  | 7    |
| クウェート   | 4    | 2  | 2  | 320  | 311  | +9  | 6    |
| カタール     | 4    | 1  | 3  | 306  | 295  | +11 | 5    |
| インド       | 4    | 0  | 4  | 217  | 291  | −74 | 4    |

## 最終順位
| 順位 | チーム       | 勝敗 |
| ---- | ------------ | ---- |
| 1    | ヨルダン     | 4–0  |
| 2    | カザフスタン | 3–1  |
| 3    | クウェート   | 2–2  |
| 4    | カタール     | 1–3  |
| 5    | インド       | 0–4  |